# جوش باور
جوش باور (بالإنجليزية: Josh Bauer)‏ هو لاعب كرة قدم أمريكي، ولد في 22 يوليو 1998 في تالاهاسي في الولايات المتحدة. لعب مع New Hampshire Wildcats men's soccer ‏.